# Egon Loy
Egon Loy (14 maggio 1931) è un ex calciatore tedesco, di ruolo portiere.